# Martijn Grevink
Martijn Grevink (Vlissingen, 4 december 1973) is een Nederlands voormalig politicus namens de VVD. 

## Biografie
Grevink was van 23 augustus 2022 tot 6 december 2023 lid van de Tweede Kamer. Tot 6 september 2022 was hij dat in de tijdelijke vacature die ontstond vanwege het ziekteverlof van Ockje Tellegen en sindsdien in een vaste vacature na het vertrek van Daan de Neef. Op 5 december 2023 nam hij afscheid van de Tweede Kamer.
Grevink was tien jaar werkzaam als juridisch adviseur in het bedrijfsleven en was beleidsadviseur bij de Europese Commissie in Brussel. Hij stond als nummer 8 op de kandidatenlijst voor de Europese Parlementsverkiezingen 2019. Tijdens de Tweede Kamerverkiezingen 2021 stond Grevink op de 45e plek op de kandidatenlijst en werd aanvankelijk niet verkozen.
- Parlement.com: vlfocli3k8xk